# Puntanarcu
Die heilige Quelle von Puntanarcu (abgeleitet von Puntana-Arcu – deutsch „Bogenbrunnen“) liegt in einem kleinen Wald in der Nähe eines Baches in S’Adde, etwa 5,0 Kilometer nördlich von Sedilo in der Provinz Oristano auf Sardinien.
Die Quellfassung ist überwiegend aus großen Basaltblöcken vom Typ Mauer Opus isodomum errichtet. Die bearbeiteten und in geraden Schichten verlegten Steine ergeben eine gute Struktur und Symmetrie. Die heilige Quelle besteht aus einer flachen Fassade und zwei vorspringenden Anten, die ein Vestibül seitlich umfassen. In der Fassade befindet sich eine  Öffnung, die zu einem kleinen, rechteckigen Quellraum führt. In seiner Bodenplatte befindet sich ein Loch, aus dem das Quellwasser fließt. Das Wasser durchfließt einen im Schwellenstein eingearbeiteten dreifachen Kanal, der mit einem weiteren eingravierten Kanal verbunden ist.
Die Quellabdeckung und ein Großteil des Vestibüls sind nur partiell erhalten. Wahrscheinlich ähnelte die ursprüngliche Struktur des Denkmals der der heiligen Quelle Su Tempiesu bei Orune.